# Trinomys iheringi
Trinomys iheringi es una especie de roedor de la familia Echimyidae. Fue nombrado en honor de Hermann von Ihering.

## Distribución geográfica
Se encuentra en Sudamérica: Brasil.